# Apicia eldanaria
Apicia eldanaria är en fjärilsart som beskrevs av Walker 1860. Apicia eldanaria ingår i släktet Apicia och familjen mätare. Inga underarter finns listade i Catalogue of Life.